# کریستین کان
کریستین کان (انگلیسی: Christian Kane؛ زادهٔ ۲۷ ژوئن ۱۹۷۴) یک خواننده، و هنرپیشه اهل ایالات متحده آمریکا است. وی از سال ۱۹۹۷ میلادی تاکنون مشغول فعالیت بوده‌است.

## گزیده فیلمشناسی
از فیلم‌ها یا برنامه‌های تلویزیونی که وی در آن نقش داشته‌است می‌توان به آثار زیر اشاره کرد.
- آنجل (مجموعه تلویزیونی ۱۹۹۹) (۱۹۹۹–۲۰۰۴)
- زندگی یا چیزی شبیه به آن (۲۰۰۲)
- تازه ازدواج‌کرده (۲۰۰۳)
- شیرهای دست دوم (۲۰۰۳)
- تاکسی (فیلم ۲۰۰۴) (۲۰۰۴)
- چراغ‌های جمعه‌شب (۲۰۰۴)
- سوپرنچرال (۲۰۰۵-۲۰۲۰)